# Oelsa (Rabenau)

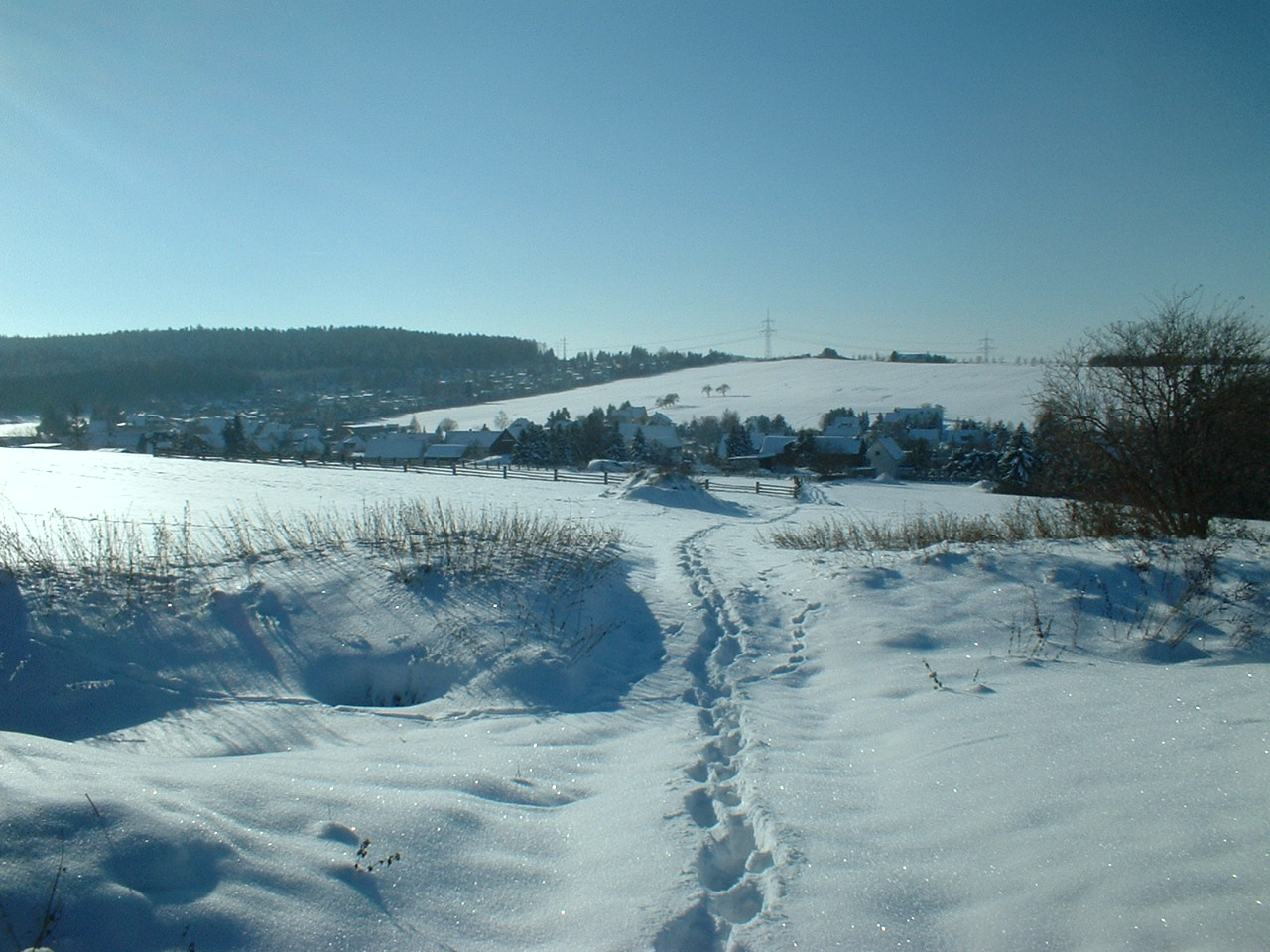
Oelsa im Dezember 2010 vom Lerchenberg

Oelsa [ˈœlzɑː] ist ein Ortsteil von Rabenau im sächsischen Landkreis Sächsische Schweiz-Osterzgebirge.

## Geografie
Oelsa ist ein fünf Kilometer lang gestrecktes Dorf entlang des Oelsabachs, dessen breites Muldental im Ortsbereich zwischen den Höhenzügen des Lerchenbergs, des Steinhübels und des Götzenbüschchens mit dem Oelsaberg von Südost nach Nordwest verläuft. Die Siedlungsform entspricht einem Reihendorf, welches auf ein Waldhufendorf slawischen Ursprungs zurückgeht. Der Ort liegt auf ca. 300 m Meereshöhe am Nordrand der Dippoldiswalder Heide im Osterzgebirge. Im Ortsteil Oelsa leben ca. 1300 Einwohner (2004).

### Nachbarorte
| Rabenau     | Obernaundorf                                |          |
| Spechtritz  | Kompassrose, die auf Nachbargemeinden zeigt | Börnchen |
| Seifersdorf | Malter                                      | Karsdorf |

## Geologie
Auf den Fluren von Oelsa ist der Gneis vorwiegend, aber auch weißer Quarzit, gelber und roter Sandstein und kreidezeitlicher Quadersandstein vorhanden. Als einzeln stehende Sandsteinfelsen befindet sich das Götzenbüschchen (357,5 m. ü. NN) auf der gleichnamigen Anhöhe, sowie der bereits 1785 benannte Weiße Stein (365 m. ü. NN) in einem Garten am alten Sportplatz in Neuoelsa.

## Geschichte

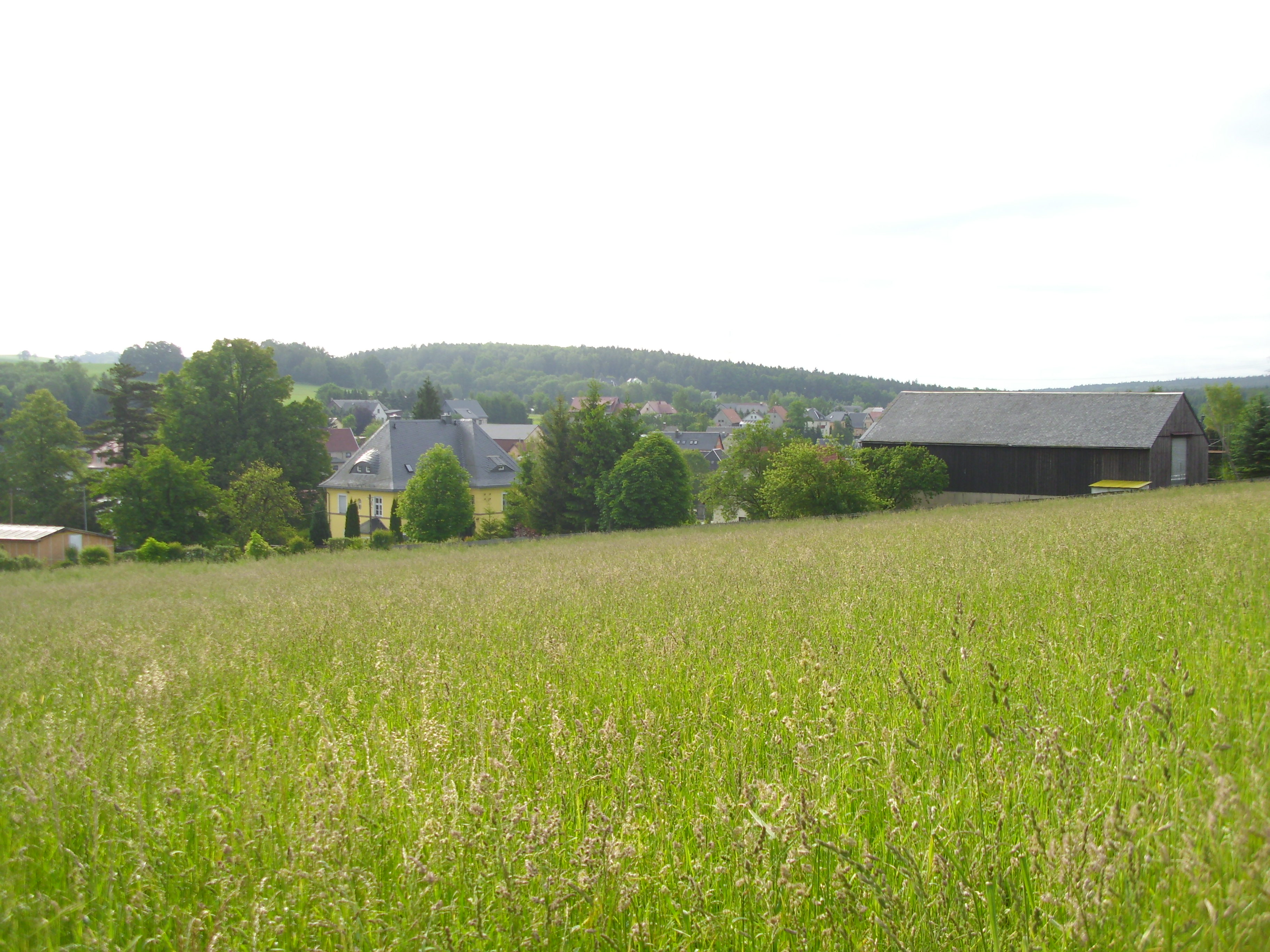
Das Oberdorf von Oelsa (Großoelsa)

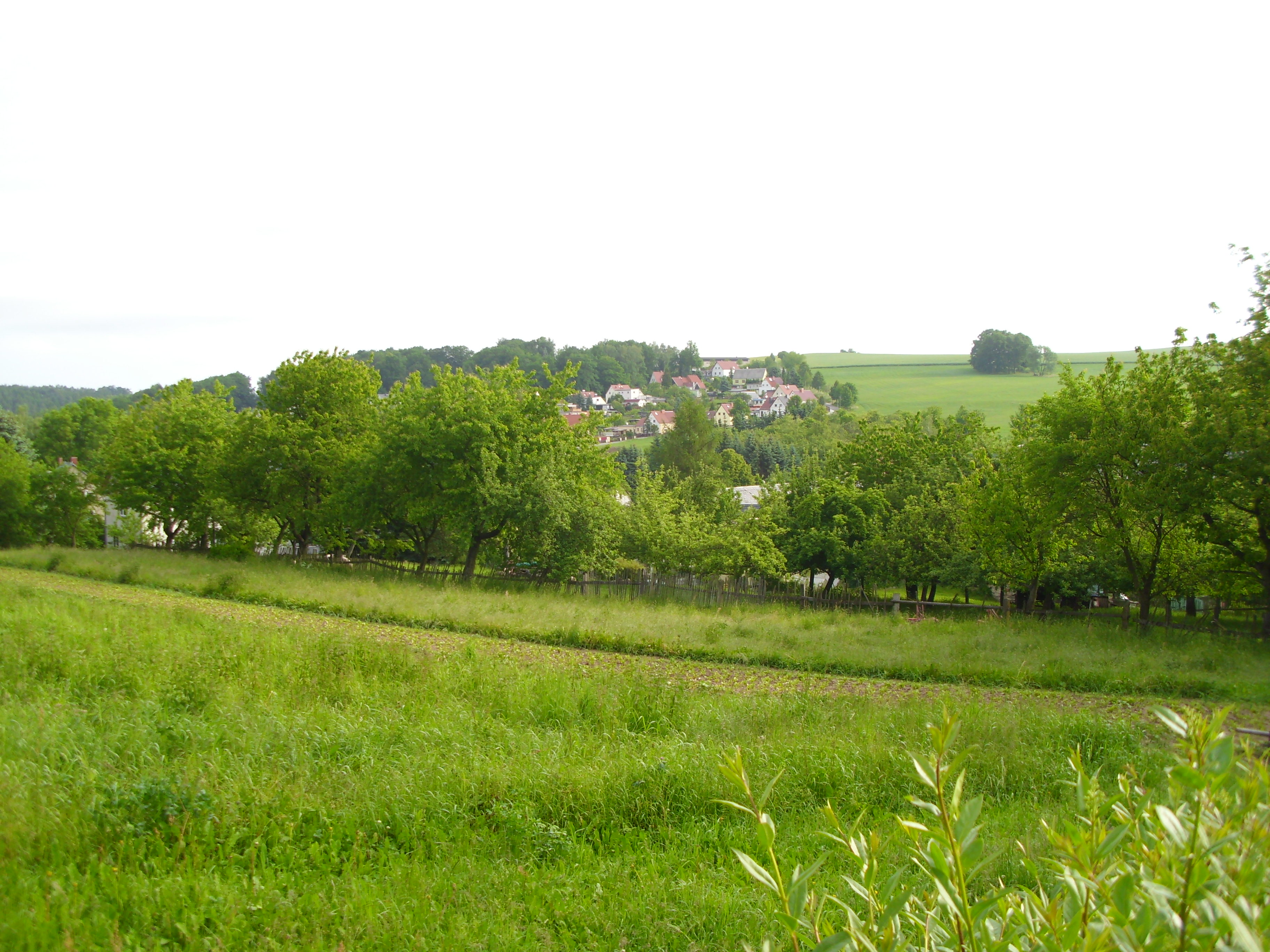
Das Niederdorf von Oelsa (Kleinoelsa)

### Namen und Verwaltungsgeschichte
Die erste urkundliche Erwähnung unter der Bezeichnung Olßen geht auf das Jahr 1443 zurück. Der altsorbische Bachname „Olšova“ (dt.: Erlenbach) gaben dem Ort seinen Namen, die Erlen, sind heute noch am Bachlauf zu finden.
Im Jahre 1501 werden die Zins und Dienste der Einwohner zur Burg Rabenau genannt, 1550 wird eine Brettmühle mit einem Mahlgang am Oelsabach erstmals erwähnt, welche in Oelsa zum Vorwerk gehörte.
Seit 1565 besaß der Ort einen Ortsrichter, ein Gerichtsbuch 1569.
Im Jahr 1624 wurde das Waldhufendorf mit seinen 28 Bauern in Großölsa zu 24 1⁄2 Hufen und Kleinölßa zu 7 1⁄2 Hufen geteilt. Erst am 1. April 1926 erfolgte der Zusammenschluss zur Dorfgemeinde Oelsa.
Großölsa war nach Seifersdorf gepfarrt, Kleinölsa nach Rabenau. Der Klein-Ölsaer Kirchweg war der heutige Rabenauer Weg.
Die am Rande von Neuoelsa stehende Martersäule, an der ein Wandersmann auf der einst vorbeiführenden Salzstraße (später Kleine Straße nach Frauenstein; zuletzt Groß-Ölsaer Kirchweg) verstarb, wurde im 15. Jahrhundert aufgestellt. Das neben dieser Säule liegende Gehöft wurde 1832 fertiggestellt und ist der Gründungshof von Neuoelsa.

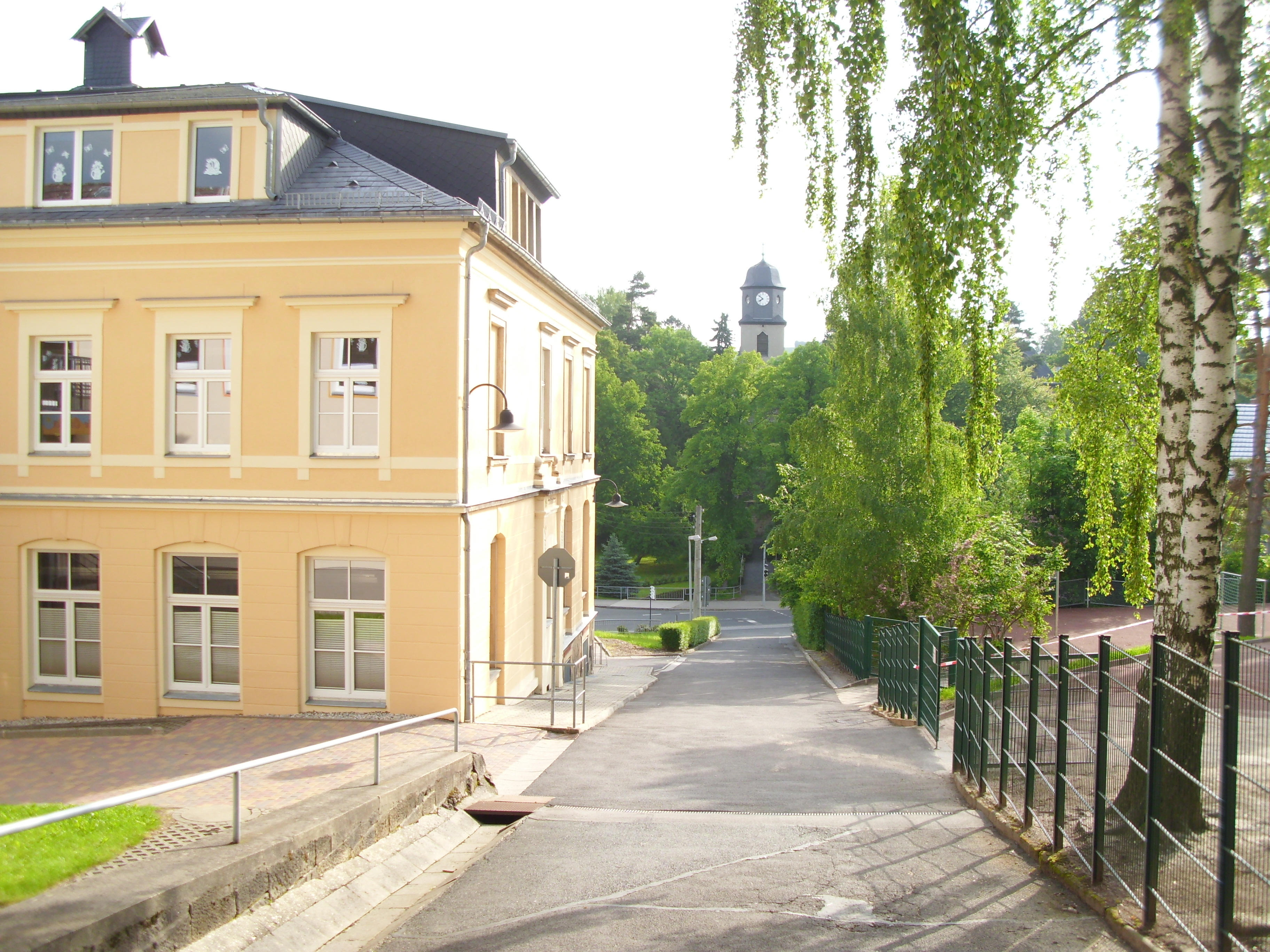
Schule und Kirche

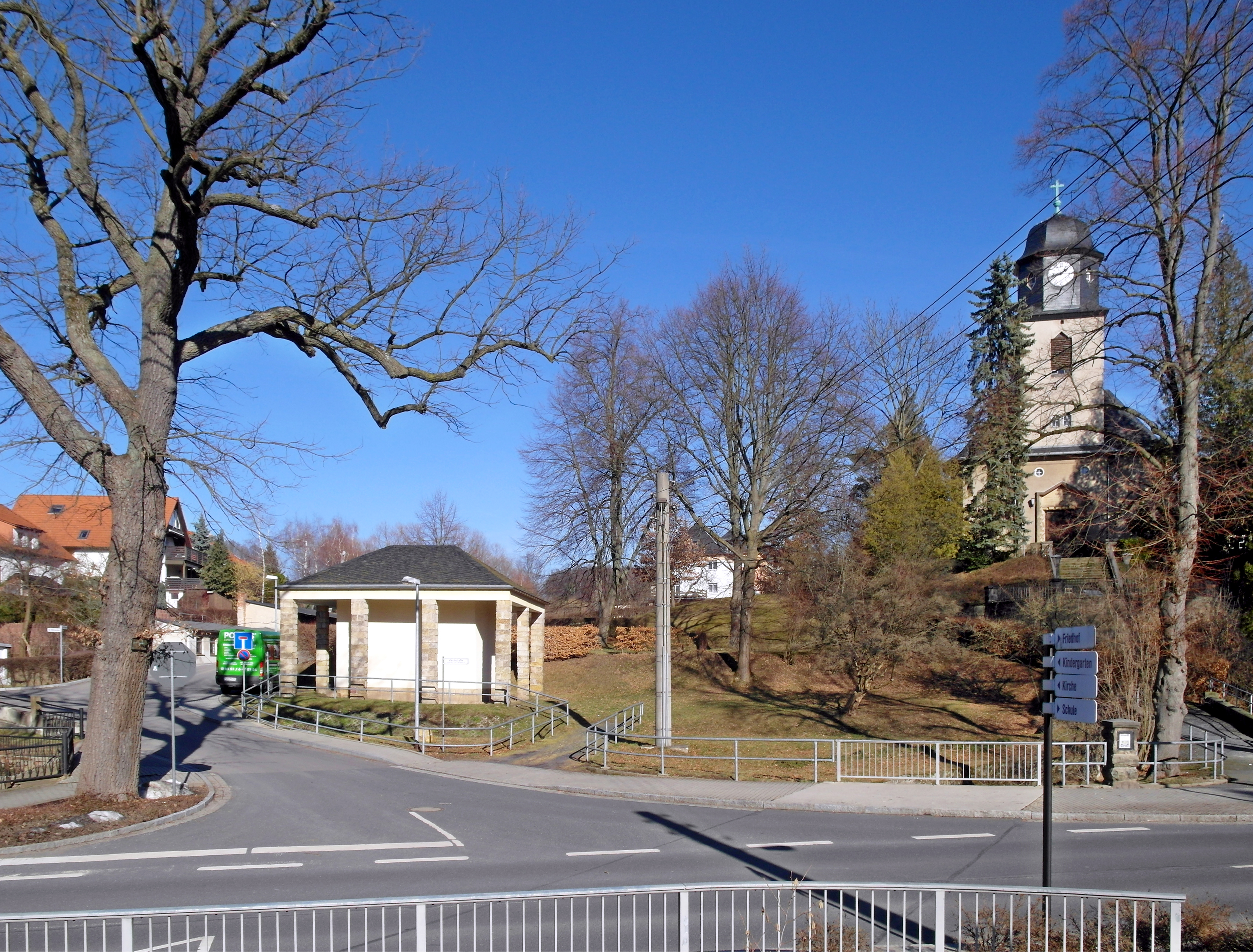
Kirche von Oelsa

Die Landgemeinden Kleinölsa und Großölsa der Amtshauptmannschaft Dippoldiswalde wurden am 1. April 1926 zur neuen Gemeinde Oelsa vereinigt. 1952 wurden die Gemeinden Oelsa und Karsdorf dem neu gebildeten Kreis Freital zugeschlagen.
1965 erhielt der postalische Ort Oelsa bei Freital von der Deutschen Post der DDR die Postleitzahl 8218.
Von 1971 bis 1994 gehörte der östlich benachbarte Ort Karsdorf zur Gemeinde Oelsa. Im Zuge der ersten Gemeindegebietsreform in Sachsen wurden beide Orte 1994 Ortsteile der Stadtgemeinde Rabenau. Diesem freiwilligen Zusammenschluss war die Kooperation im Abwasserzweckverband Oelsabachtal seit 1991 vorausgegangen. Für lokale Belange existiert nach der sächsischen Gemeindeordnung ein Ortschaftsrat mit einem Ortsvorsteher.
Als öffentliches Veranstaltungshaus wurde 1996 das „Haus des Gastes“ eingeweiht, dieses beherbergt seitdem auch das Fremdenverkehrsamt der Stadt Rabenau.

### Ereignisse
Im Dreißigjährigen Krieg 1639 steckten schwedische Truppen Teile des Ortes in Brand.
1813 quartierten sich im Napoleonischen Krieg die französischen Truppen auf den Weg nach Dresden im Freigut Oelsa (Vorwerk) ein, hausten sehr wild, wobei auch der Rest des Ortes wohl nicht verschont geblieben ist.
1822 wird die Hufschmiede mit einem Haus unweit des Freigut des Pächters Johann Christoph Wolf genannt.
Im Jahre 1900 erfolgte die Bau einer Stromleitung nach Oelsa vom Wasserkraftwerk Seifersdorf her.
Für die Opfer des Ersten Weltkriegs wurde 1920 das Kriegerdenkmal in der Ortsmitte an der Kirche Oelsa geweiht.
Im Jahre 1907 wurde am Beginn des alten Mühlgrabens ein Freibad in der Ortsmitte von Großoelsa, neben dem alten Spritzenhaus, angelegt, heute stehen hier zwei Wohnhäuser. Von 1920 bis 1990 existierte im Oelsabachtal das Freibad Rabenau.
Am Ende des Zweiten Weltkriegs kam es in Oelsa 1945 zu Kampfhandlungen und einem Bombenabwurf in die Fabrik der Firma Anton Künstner am Spritzenhaus sowie in die nahegelegene Waldgebiet Dippoldiswalder Heide.

### Hochwasser
Hochwasser des Oelsabachs führten mehrfach zu Schäden in tiefer liegenden Bereichen des Ortsgebiets, unter anderem 1958, 2002 und 2013, mehrere Flächen in der gesamten Ortslage wurden im Jahre 2017 unter Flächenbiotopschutz gestellt, zur Erhaltung der alten Strukturen des Einzugsgebietes von dem Oelsabach mit seinen Nebenbächen.

### Siedlungsentwicklung und Straßenbau
1822  entstand durch Abtrennung von dem 3/4-Hufengut am Rabenauer Weg ein erstes Haus an der Mittelgasse.
Der Ausbau der Verkehrswege erfolgte 1890 mit dem Ausbau von der bereits 1565 genannten Dippoldiswalder Straße (am Freigut und Götzenbüschchen). 1893 erfolgte der Bau der Staatsstraße nach Rabenau, letztere wurde 1929 im Oelsabachtal von Grund auf neu ausgebaut und verbreitert.
Im Jahre 1930 begann die Erschließung und der Bau von Wohnhäusern an der Wilmsdorfer und Kirchstraße. Bereits 1924 entstanden mehrere neue Häuser entlang der Possendorfer Straße, dem Waldweg und der Spechtritzer Straße. Am 11. Dezember 1935 wird berichtet: an der Hauptstraße gibt es nur noch zwei Baustellen.
1927 erfolgte der Bau der Kirchstraße, wo 1930 fünf Parzellen neue Eigentümer fanden. Das neue Postgebäude entstand 1929 auf dem bis dahin bestandenen Holzlagerplatz der Firma Paul Menzer; heute befindet sich in diesem Gebäude die Zahnarztpraxis Eisold. Der Klausenweg erhielt 1930 seinen Namen, da in diesem Jahr ein erstes Wohnhaus an diesem entstand.

### Landwirtschaft
1927 wird an der Ostseite des Ortes eine Baumschulfläche für Obstbäume der Seifener Baumschule Schurig genannt. 1958 wurde die Landwirtschaftliche Produktionsgenossenschaft (LPG) Typ III „Glückauf“ gegründet, dieser schlossen sich 1959 die LPG Neues Leben, 1966 die Karsdorfer Genossenschaftsbauern und 1969 die Oelsaer Genossenschaften „Erlental“ und „Immergrün“ an, bereits 1981 gehörten diese zur LPG „Freundschaft“ Lübau-Oelsa.

### Stuhlbau
Der Ort war zunächst geprägt vom Strohflechthandwerk, so werden im Jahre 1837, vier Flechter in Kleinölsa und 36 in Großölsa gezählt.
Weniger gute Bodenwerte führten zum Ende des 19. Jahrhunderts neben der Landwirtschaft zur Entwicklung von Handel und Handwerk und zu einer starken Holzindustrie. Aus einigen kleinen Bauerngütern wurden Betriebe und Werkstätten der Stuhlindustrie und Holzverarbeitung.
1773 werden in Kleinoelsa der Viertelhüfner und Stuhlmacher Christoph Müller, 1796 der Sechstelhüfner und Stuhlbauer Johann Gottfried Wunderwald genannt, bereits 1913 waren im Ort sechs Stuhlfabriken vorhanden, neben den ortsansässigen Bauern die ihre Stühle im Nebenerwerb herstellten.
Die größte Fabrik war die der 1879 gegründeten Firma Ernst Wolf & Cie., parallel der Mittelgasse gelegen. 1895 erfolgte ein erster Umbau. Nach dem Tod von Ernst Wolf am 28. Dezember 1909 kam es 1914 – 1915 zur Werkserweiterung unter dessen Witwe Lina Agnes Wolf und Oskar Hermann Wolf. Diese ließen auch am Rabenauer Weg eine Fabrikantenvilla im Jahre 1910 erbauen.
Im Jahr 1953 wurde diese mit der verstaatlichten Fabrik in Rabenau (ehem. Sächs. Holzindustrie GmbH) zusammengelegt, aus der 1979 das Polstermöbelkombinat Oelsa-Rabenau entstand. Am Lagerplatz der Fabrik im Unterdorf befindet sich heute der Supermarkt Nah & Frisch.
Das zweitgrößte Unternehmen, welche auch Sitzmöbel und Tische herstellte, war die Firma Anton Künstner. Deren Fabrik befand sich am heutigen Standort der Dresdner Vorgebirgs-Agrar AG, und dem Garagenkomplex im Mitteldorf, gegenüber dem alten Spritzenhaus, über dem Oelsabach befand. Hier steht auch die im Jahre 1921 erbaute Villa des selbigen Unternehmers. 1890 wird der Künstner noch als Holzdrechsler genannt, bereits 1912 als Stuhlfabrikant, 1935 wird Bruno Alfred Müller Eigentümer. Ein weiteres Fabrikgebäude dieser Firma mit markantem Glasdach ist an der Wilmsdorfer Straße.
Als drittgrößte Fabrik bestand bereits 1908 gegenüber der Einmündung Alte Straße die Firma Max Ziegenhorn, die 1926 von den Inhabern Max Ziegenhorn und Carl Schneider geführt wurde.

### Schule
Durch den Katecheten Gottfried Ehrlich aus dem benachbarten Pfarrdorf Seifersdorf erfolgte bereits im Jahre 1734 der erste Schulunterricht in den Häusern des Ortes für die Kinder.
Die erste Schule wurde 1763 (neben Bäckerei Meyer an der Hauptstraße), das zweite Schulhaus 1842 (Mündung Kirchstraße auf Hauptstraße) gebaut und 1902 durch einen weiteren Schulneubau (am Friedhof) abgelöst, der nach dem Erwerb und Abriss der Neubertschen Gebäude im Jahre 1900 verwirklicht werden konnte, 1910 erfolgte ein Anbau mit 2 weiteren Klassenzimmern.
Als erster eigener Schullehrer unterrichtete E. L. Leuschner seit 1837 in der Schule von Oelsa, welchem 1841 Carl August Pöge bis 1878 folgte.
Zu DDR-Zeiten Jahren wurde die Schule deutlich erweitert und diente als einzügige, zehnklassige polytechnische Oberschule.
Die Oelsaer Schule dient als staatliche Grundschule für die Stadtgemeinde Rabenau mit sämtlichen Ortsteilen.

### Kirche und Friedhof
Bereits 1878 erfolgten durch den Dorfschullehrer jeweils vom 1. Advent bis Fastnacht Gebetsstunden in der Schule.
Im Jahre 1900 wurde der Friedhof Oelsa und zwei Glocken der Gießerei G. A. Jauck wurden am 25. November 1900 geweiht, 1913 gründete sich die Kirchgemeinde Oelsa.
Am 10./11. September 1921 wurden drei neue Glocken der Gießerei Bruno Pietzel geweiht und in einem freistehenden Glockengerüst in der Mitte des Friedhofes sowie in die Schule befestigt. Später gelangte diese drei Glocken in den Kirchturm, nachdem die große Glocke im August 1917 kriegsbedingt eingeschmolzen und die kleinere Glocke für 8262 Mark im September 1921 an die Kirche Berggießhübel verkauft wurde.
Nach dem Verkauf des Baumgartschen Hofes am 2. September 1927, deren Scheune bereits 1925 die Wohngebäude 1933 abgerissen wurden, konnte der Kirche errichtet und am 1. Advent 1928 geweiht werden.
Diese gehört zur Evangelisch-Lutherischen Landeskirche Sachsens und ist seit dem Jahre 2000 zum Kirchspiel Kreischa-Seifersdorf mit den Kirchgemeinden Kreischa, Oelsa, Possendorf, Rabenau und Seifersdorf gehörig. Die Pfarrer für alle fünf Gemeinden sind Maria-Theresia Rentzing (Possendorf), Martin Beyer (Kreischa) und Annette Kalettka (Oelsa).

### Sportvereine
Das Vereinsleben ist seit dem 19. Jahrhundert ein wesentlicher Bestandteil des örtlichen Gemeinwesens. So wurde 1927 eine Turnhalle errichtet. Im Jahre 1931 entstand der 7000 m² große Sportplatz in Neuoelsa (heute Bauhofgelände) vom Turnverein „Freier Turn- u. Sportverein Oelsa“, 1932 erfolgte für den Turnverein „Frisch auf e. V. Großölsa“ und den NS-Reichskriegerbund Kriegerkameradschaft Oelsa, der Anbau einer Schießhalle mit Schießstand an die Turnhalle. 1967 wurde das „Waldstadion“ für die nunmehrige Sportgemeinschaft Traktor Oelsa errichtet.

### Feuerwehr
Bereits 1888 bestand in Großölsa und in Kleinölsa jeweils eine Pferdespritze, im Jahr 1922 wurde eine Freiwillige Feuerwehr als „Feuerlöschverband der Gemeinde Groß- und Kleinoelsa“ gegründet. Das Alte Spritzenhaus von Großoelsa wurde 1844 erbaut, im Jahre 1927 erfolgte der Bau eines neuen Spritzenhauses mit Steigerturm, das alte Spritzenhaus von Kleinoelsa an der Mündung der Spechtritzer Straße / Erich-Weinert-Straße neben der früheren Parteischule wurde im Jahre 1932 abgetragen. Seit 2003 ist sie eine Ortsteilwehr der Feuerwehr der Stadt Rabenau.

### Entwicklung der Einwohnerzahl

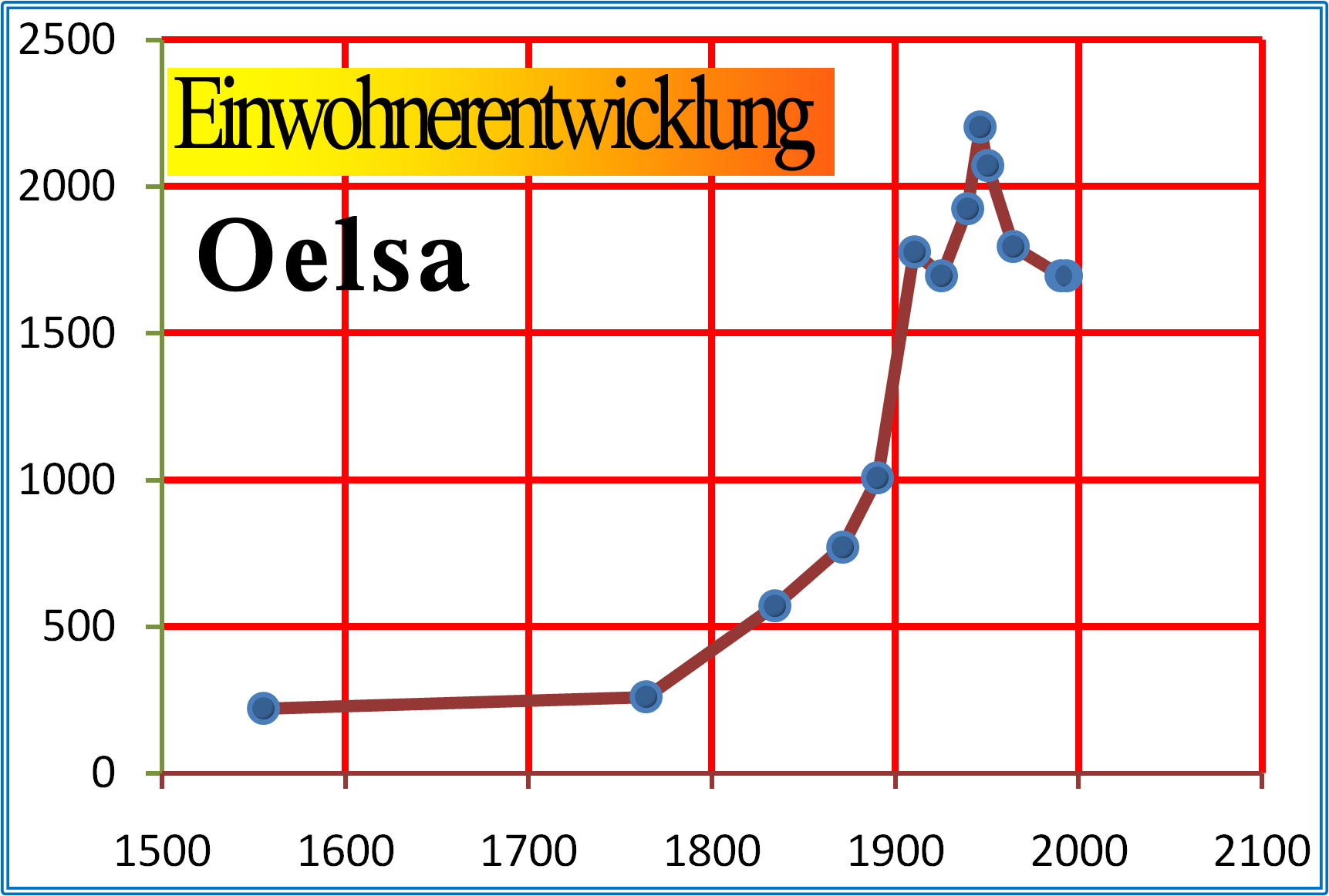
Einwohnerentwicklung. Die Einwohnerzahlen von Klein- und Großölsa wurden addiert, um mit den Zahlen ab 1939 vergleichbar zu machen.

| Großoelsa - 1551: 27 besessene Mann, 2 Gärtner, 5 Häusler, 20 Inwohner - 1764: 28 besessene Mann, 2 Gärtner, 19 Häusler - 1834: 473 Einwohner, 72 Wohngebäude - 1840: 544 Einwohner, 77 Wohngebäude - 1871: 601 Einwohner - 1890: 770 Einwohner - 1910: 1352 Einwohner - 1925: 1413 Einwohner | Kleinoelsa - 1555: 1 besessene Mann mit 7 1⁄2 Hufen - 1834: 97 Einwohner, 17 Wohngebäude - 1835: 99 Einwohner - 1840: 121 Einwohner, 18 Wohngebäude - 1851: 130 Einwohner, 19 Wohngebäude - 1876: 187 Einwohner, 22 Wohngebäude - 1892: 237 Einwohner, 28 Wohngebäude - 1910: 245 Einwohner - 1925: 282 Einwohner | Oelsa - 1939: 1923 Einwohner - 1946: 2204 Einwohner - 1950: 2072 Einwohner - 1964: 1795 Einwohner - 1990: 1696 Einwohner - 1993: 1695 Einwohner - 2000: 1443 Einwohner - 2014: 1218 Einwohner |

## Vorwerk und Freigut Oelsa

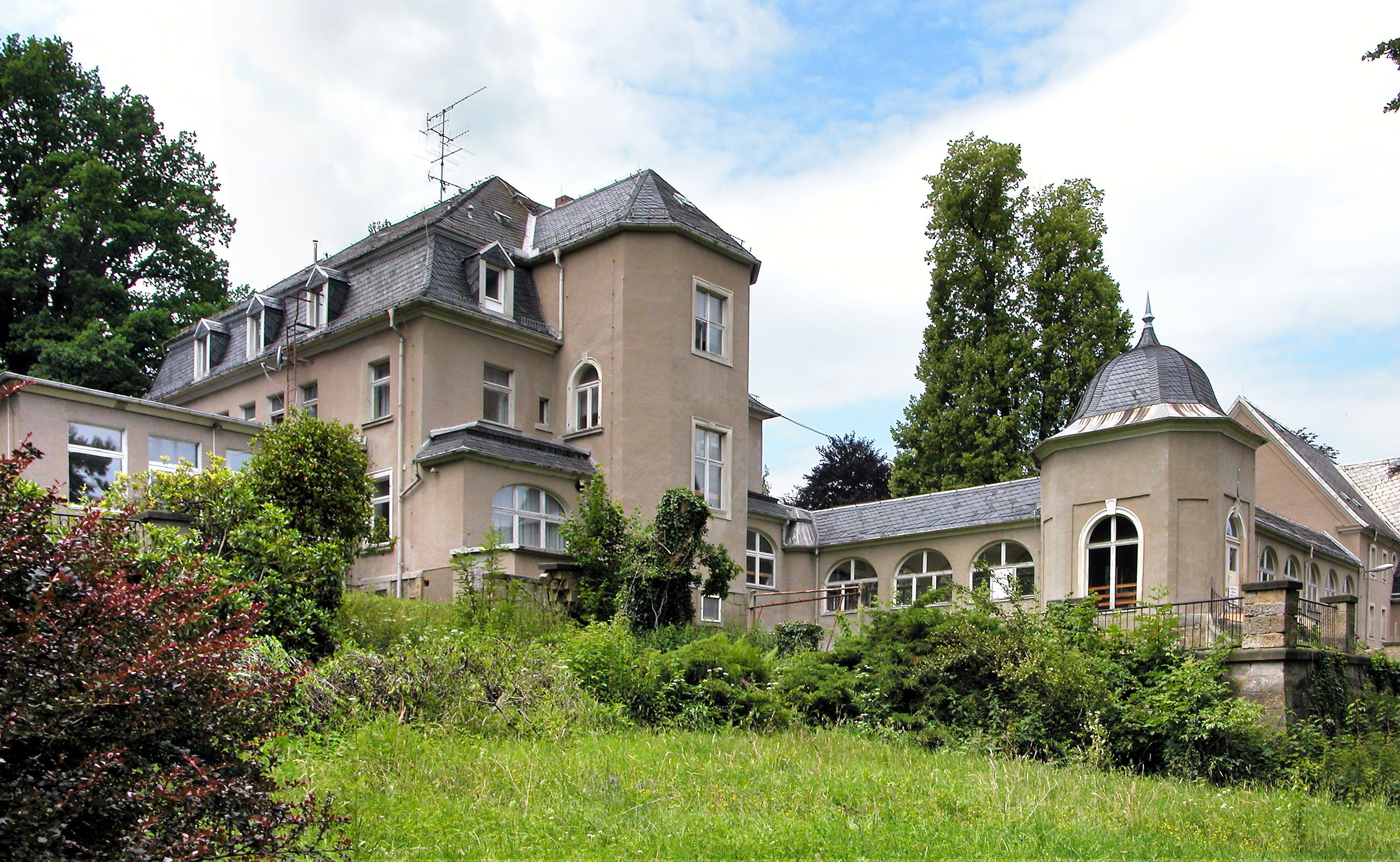
Herrenhaus ehem. Freigut im Dorf

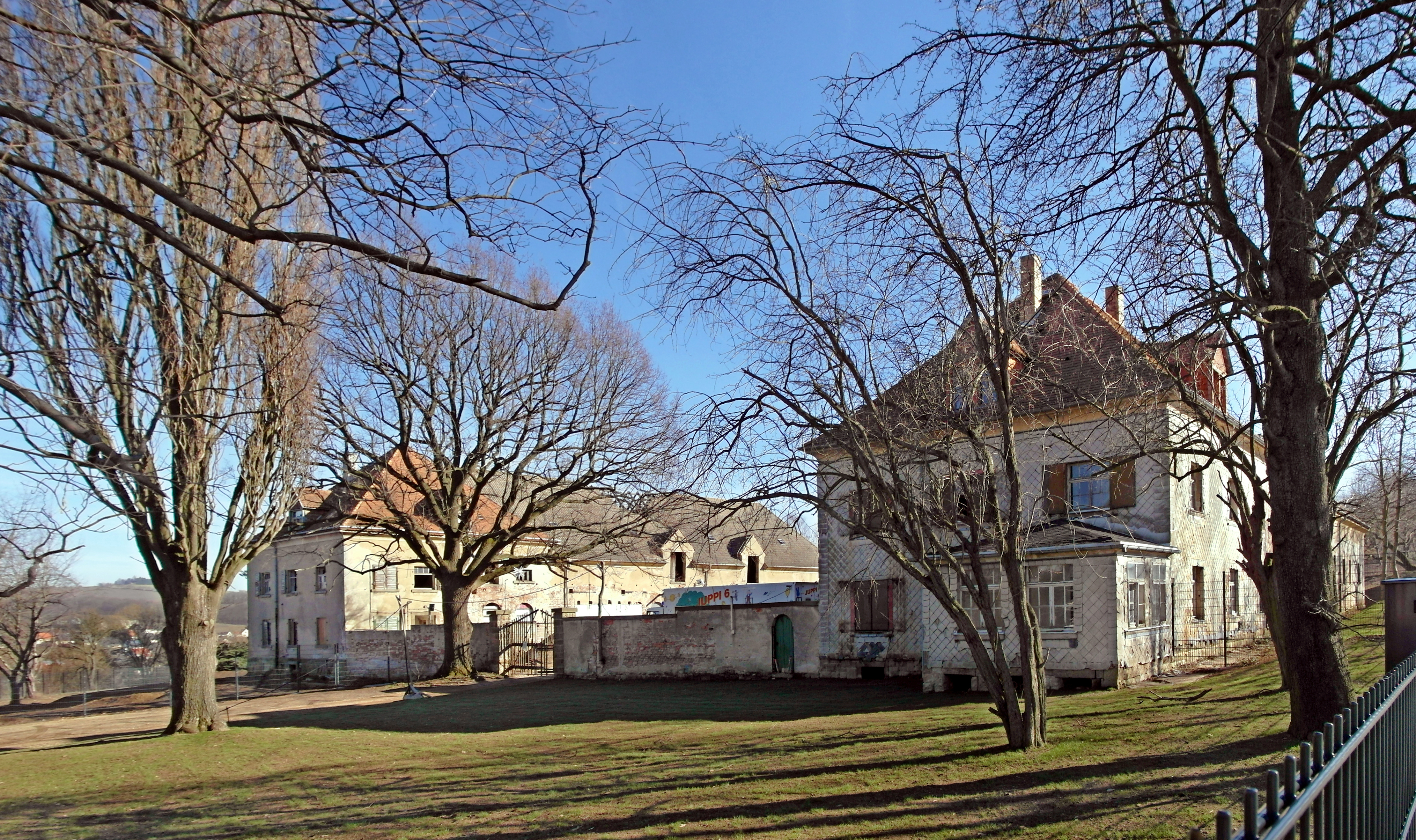
das neue Freigut

Mit der Entstehung der Burg Rabenau um 1200 entstand auch das Vorwerk Oelsa, welches zu dieser Herrschaft gehörte. Urkundlich erwähnt wird es erstmals 1526. Es diente zur Verteidigung im Falle eines Krieges und zur Versorgung der Burgherrschaft Rabenau. Der Kurfürst von Sachsen kaufte im Jahr 1565 das Vorwerk mit der Ziegelscheune und dem Backofen vom Besitzer Johann Heinrich von Miltitz der auch das Rittergut mit dem Schloss Rabenau verkaufte. Als Pächter wird 1569 Jacob Hermann genannt, welchem auch die Spechtritzmühle und die Brettmühle von Oelsa gehörte. Seit 1624 trägt es den Namen Kleinoelsa (Kleinölßa).
Nach dem Verkauf im Jahre 1565 ließ der Kurfürst von Sachsen das 7 1⁄2 Hufen große Vorwerk auflösen, es entstand daraus das 3 Hufen (51 Hektar) große Freigut, 6 Grundstücke wurden an Neu angesiedelte Bauern: Georg Schütz der Ortsrichter 24 Acker, Caspar Schuhmann 50 Acker, Valten Haman 24 Acker, Killian Müller 23 Acker, Matthes Seidel 22 Acker und ein 33 Acker großes Grundstück am Dippoldiswalder Marktsteig zugeteilt, wann aus diesen die geteilten Güter entlang der Mittelgasse entstanden, ist unbekannt. Es war seit 1569 ein grundherrschaftliches Freigut mit Gerichtsamt, welchem die Bewohner von Ölsa, ab 1624 Kleinölsa und die Rabenauer Häuser an der Dippoldiswalder Straße mit dem Forstgut unterstanden, nach der Ablösung der Frondienste wurde bis 1854 die Abgabe eines jährlichen Erbzinses, Hennen, Eier und Flachs von den Einwohnern Kleinoelsas gefordert, welche durch eine jährliche Rente an das königliche Landesrentenamt abgelöst wurde. 1670 erwarb der Johann Christoph Otten die neben dem Gut liegende 1⁄2 Hufe vom Kleinölsaer Hufschmied Barthel Kleber.
Im Jahr 1630 besaß es Georg Seiffert, dem auch das Freigut Rabenau gehörte, 1636 Wolf Friedrich von Minckwitz auf Oelßa. 1659 übernahm es der Dresdner Hoffischer Johann Christoph Otten dem seit 1657 die Spechtritzer Mühle, und seit 1660 die Rabenauer Mühle gehörte, 1695 gehörte das Freigut der Witwe Ursula Margarethe von Grünrode geborene Bünau in 2. Ehe verheiratete Otten, 1702 Agnis Katharina de Brüll geborene Grünrod und Sophia Magdalena Schüler geborene Grünrod, welche das Gut 1708 an Gottfried Rostig verkauften, welcher es wiederum im Jahre 1714 an dem Generalmajor Gottfried Grawert übergab. Im Jahr 1724 übernahm es die Ehefrau Johanna Concordia Grawert, seit 1728 besaß es Georg Christoph Dinglinger. 1746 gehörte es Dietrich Gottlob Lehmann, 1763 Johann Georg Wolf, 1805 Friedrich Wilhelm Behrisch, 1813 Johann Gottfried Jähnigen, 1819 Gotthelf Leberecht Schlegel, 1823 Karl Ludwig Hock, 1839 Heinrich Julius Heuschler, 1847 Friedrich Gotthold Ferdinand Vogel, 1862 Eduard Waldemar Vogel, 1883 Friedrich Arthur Hamann, 1907 Emil Theodor Merbitz, 1928 Emil Otto Karl Zielke und 1950 Reinhold Eduard Friedrich Zielke.
Die ursprüngliche Vorwerkzufahrt erinnert noch von dem Rabenauer Weg bis zum alten Freigut an die herrschaftliche Zeit. Im Jahr 1895 entstand ein neues Freigut, nachdem das alte abgerissen wurde. Das 1914–1915 erbaute Freigut am heutigen Fahrradweg nahe dem Götzenbusch entstand auf den Freigutsflächen des am 11. Juli 1913 abgebrannten alten Freigutshofs in der unterhalb liegenden Ortslage, aus welchem vom Feuer verschont gebliebenen Herrenhaus aus dem Jahre 1895 der Stuhlfabrikant Oskar Hermann Wolf 1919, eine gutsähnliche Villa ausbauen ließ, die seit 1950 als Heim für Waisenkinder und ab 1951 als Schule und zuletzt als Altenheim diente.

## Partnerorte
Partnerorte sind Rangendingen (Schwäbische Alb) und Otvovice (Tschechien).